# Himalopsyche todma
Himalopsyche todma är en nattsländeart som beskrevs av Schmid 1963. Himalopsyche todma ingår i släktet Himalopsyche och familjen rovnattsländor. Inga underarter finns listade i Catalogue of Life.